# Cualidad
Cualidad se refiere a las características propias e innatas atribuibles a un ser animado o inanimado. De acuerdo con el diccionario
- 1) Un carácter natural o adquirido que distingue del resto de los de su especie a personas, seres vivos u objetos.

A esta definición, hay que añadir dos acotaciones.
- En el caso de seres vivos, especialmente humanos, el concepto de cualidad no ha de ser confundido con cualificación o de excelencia cuyas características a las que se alude son previstas como procesos positivos. Por ejemplo hablaremos de las cualidades de un buen orador. En este caso, el antónimo de cualidad es defecto. Esta es la acepción del término cualidad más empleada en el lenguaje coloquial. En la cual se desarrolla una capacidad pronta.

- En el caso de seres inanimados, cualidad puede ser sinónimo de propiedad física, química o de otro tipo. Por ejemplo, el magnetismo es una cualidad de algunos metales.

## Etimología
lego, esta palabra procede del latín qualitas, -atis, a través del latín vulgar *qualitate. Esta voz está compuesta del lexema qual-, homófono a un pronombre relativo de tercera persona y del morfema derivativo -(i)tas, -(i)tatis, que aparece en castellano como -(i)dad y que sirve para construir sustantivos abstractos que aluden a la esencia o a la forma de ser un grupo de seres vivos u objetos. De este modo, si hispanidad alude a un conjunto de esencias propias de aquellos que viven en países donde se habla español y verdad a aquellos hechos que tienen la característica de ser verídicos (vera en latín), cualidad se refiere al mismo hecho de tener una determinada característica o forma de ser.
A partir de este vocablo latino evoluciona otra voz en castellano: calidad.

## Sinónimos
- Calidad
- Esencia
- Característica
- Excelencia

## Antónimos
- Defecto, en el caso de cualidad entendida como una característica positiva de alguien.
- Desarrollo inapropiado